# Daniel Massey
Pour les articles homonymes, voir Massey.
Daniel Massey est un acteur britannique né le 10 octobre 1933 à Londres et mort le 25 mars 1998 à Londres.

## Filmographie
- 1942 : Ceux qui servent en mer (In Which We Serve) : Bobby
- 1958 : Girls at Sea (en) : Flag. Lt. Courtney
- 1959 : Operation Bullshine (en) : Bombardier Peter Palmer
- 1959 : Upstairs and Downstairs : Wesley Cotes
- 1960 : Le Cabotin (The Entertainer) : Graham
- 1961 : The Queen's Guards : John Fellowes
- 1962 : Tout feu, tout femme (en) (Go to Blazes) : Harry
- 1965 : Les Aventures amoureuses de Moll Flanders de Terence Young : le frère d'Elder
- 1967 : The Jokers (en) : Riggs
- 1968 : Star! : Noel Coward
- 1970 : Fragment of Fear : Maj. Ricketts
- 1971 : Marie Stuart, Reine d'Écosse (Mary, Queen of Scots) : Robert Dudley
- 1973 : Le Caveau de la terreur (The Vault of Horror) : Rogers (segment "1: Midnight Mass")
- 1976 : The Incredible Sarah : Victorien Sardou
- 1977 : Des Teufels Advokat
- 1978 : Les Sept Cités d'Atlantis (Warlords of Atlantis) : Atraxon
- 1978 : Le Chat et le Canari (The Cat and the Canary) : Harry Blythe
- 1980 : Enquête sur une passion (Bad Timing) : Foppish Man
- 1981 : À nous la victoire (Victory) : Colonel Waldron - L'anglais
- 1987 : La Flétrissure (série télévisée) : Clive Gregory
- 1989 : Scandal : Mervyn Griffith-Jones
- 1993 : Au nom du père (In the Name of the Father) : Prosecutor
- 2000 : Il était une fois Jésus (The Miracle Maker) : Cleopas (voix)

## Distinctions

### Récompense
- Golden Globes 1969 : Meilleur acteur dans un second rôle pour Star!

### Nomination
- Oscars 1969 : Oscar du meilleur acteur dans un second rôle pour Star! de Robert Wise